# 安田善弥
安田 善彌（やすだ ぜんや、幼名:兵三郎、略称:善弥）1883年（明治16年）11月14日 - 1947年 (昭和22年）8月29日は、日本の実業家。

## 人物・経歴
1907年に安田善次郎の甥で安田銀行営業部長などを務めた安田善彌の養子となり襲名した。養母マスは鈴木要三三女。高知第三十七国立銀行（現四国銀行）頭取や水戸鉄道社長、富士見高原療養所理事長を務めた。
。。。

## 親族
- 母方祖父・安田善悦（1814 - 1887） ‐ 旧名・小長谷政次郎。富山出身。安田家先代の養子となり、家督を継ぎ、善次郎を襲名、隠居後善悦を名乗る。安田家は農商家だったが、善悦の代に足軽の株を買って士族となる。[5]
- 母方伯父・安田善次郎 ‐ 善悦の長男。母の兄。安田財閥総帥。
- 母・清子 ‐ 善悦の三女。善次郎の妹。[6]
- 実父・安田忠兵衛（1850年頃-1915） ‐ 河上兵衛の長男・房太郎として生まれ、行商人をしていたが、清子の入婿となり、善次郎の前名である忠兵衛を譲り受け、善次郎が興した安田商店（両替・質屋）の番頭役としてそれを支えた。のちに安田銀行頭取、東京火災保険社長などを務めた。[6][7]
- 養父・安田善弥（先代）
- 兄・安田善衛[2][8]
- いとこ・安田善次郎 (2代目) ‐ 母の兄・善次郎の子。その長男に安田一
- いとこ・安田善五郎 ‐ 善次郎の子。娘婿に根津嘉一郎 (2代目)、萩谷朴
- いとこ・安田善雄 ‐ 善次郎の子。関東大震災により早世。
- いとこ・安田善兵衛 ‐ 母の姉・文子の子。
- いとこ・安田善助 (2代目) ‐ 母の姉・つね子の子。
- 縁戚・安田善三郎 ‐ 善次郎の婿養子（のち絶縁)。三男に片岡仁左衛門 (13代目) 。孫にオノ・ヨーコ
- 縁戚・安田善四郎 (2代目) ‐ 善次郎の娘婿